# Pinocchio (Musikprojekt)
Pinocchio ist ein französisches Musikprojekt. Es wurde 2005 von dem Produzenten und Songtexter Bruno Berrebi ins Leben gerufen. In Analogie zu anderen Kinderhits, die Anfang 2005 international den Sprung an die Spitze der Charts schafften, veröffentlichte er im Frühjahr 2005 die Single T'es pas cap Pinocchio.

## Werdegang
Der Song basiert auf der Melodie Birichinata, die der italienische Komponist Fiorenzo Carpi 1972 für eine Verfilmung des Romans Die Abenteuer von Pinocchio von Carlo Collodi schuf. Berrebi schrieb für die Melodie einen Text und unterlegte sie mit einfachen Technorhythmen. Nachdem das computeranimierte Video gezielt im Kinderfernsehen eingesetzt worden war, entwickelte sich T’es pas cap Pinocchio in Frankreich zu einer der erfolgreichsten Singles des Jahres. Sie wurde mehr als 500.000 Mal verkauft und erreichte auch in den Nachbarländern Schweiz und Belgien die Charts.
Im Herbst 2005 griff der deutsche Musikproduzent Michael Rick das Konzept auf und schuf unter dem Titel Klick Klack eine deutschsprachige Adaption der Single. Das Video wurde ebenfalls in Deutschland im Fernsehen gezeigt. Als Sängerin lieh die Hamburger Schülerin Emily der Figur ihre Stimme. Die Single wurde Anfang 2006 in Deutschland veröffentlicht und erreichte Platz 3 der deutschen Charts und wurde mit einer Goldenen Schallplatte ausgezeichnet.
Insgesamt erschienen zwei Alben, die sowohl auf Französisch als auch deutsch veröffentlicht wurden. Mit den verschiedenen Versionen erreichte das Projekt Chartplatzierungen in Frankreich, Deutschland, der Schweiz, Österreich sowie Belgien. Das erste Album erschien unter dem Titel Una Grande Festa! auch auf Italienisch.

## Diskografie

### Französischsprachige Veröffentlichungen

#### Alben
| Jahr | Titel           | Höchstplatzierung, Gesamtwochen, AuszeichnungChartplatzierungen (Jahr, Titel, Platzierungen, Wochen, Auszeichnungen, Anmerkungen) | Höchstplatzierung, Gesamtwochen, AuszeichnungChartplatzierungen (Jahr, Titel, Platzierungen, Wochen, Auszeichnungen, Anmerkungen) | Höchstplatzierung, Gesamtwochen, AuszeichnungChartplatzierungen (Jahr, Titel, Platzierungen, Wochen, Auszeichnungen, Anmerkungen) | Anmerkungen                             |
| Jahr | Titel           | FR | CH | BEW | Anmerkungen                             |
| ---- | --------------- | --- | --- | --- | --------------------------------------- |
| 2005 | Mon Alboum!     | FR35 Gold · (9 Wo.)FR | — | BEW11 (12 Wo.)BEW | Erstveröffentlichung: November 2005 EMI |
| 2007 | Magic Pinocchio | — | — | — | Erstveröffentlichung: 9. März 2007 EMI  |

#### Singles
| Jahr | Titel Album                                   | Höchstplatzierung, Gesamtwochen, AuszeichnungChartplatzierungen (Jahr, Titel, Album, Platzierungen, Wochen, Auszeichnungen, Anmerkungen) | Höchstplatzierung, Gesamtwochen, AuszeichnungChartplatzierungen (Jahr, Titel, Album, Platzierungen, Wochen, Auszeichnungen, Anmerkungen) | Höchstplatzierung, Gesamtwochen, AuszeichnungChartplatzierungen (Jahr, Titel, Album, Platzierungen, Wochen, Auszeichnungen, Anmerkungen) | Anmerkungen          |
| Jahr | Titel Album                                   | FR | CH | BEW | Anmerkungen          |
| ---- | --------------------------------------------- | --- | --- | --- | -------------------- |
| 2005 | T’es pas cap Pinocchio Mon Alboum!            | FR2 Diamant · (29 Wo.)FR | CH16 (29 Wo.)CH | BEW2 (24 Wo.)BEW |                      |
| 2005 | Pinocchio en hiver (Kalinka) Mon Alboum!      | FR8 Gold · (22 Wo.)FR | CH40 (16 Wo.)CH | BEW12 (11 Wo.)BEW |                      |
| 2005 | Petit Papa Noël Mon Alboum!                   | FR7 Gold · (40 Wo.)FR | CH23 (9 Wo.)CH | BEW17 (13 Wo.)BEW | Pinocchio & Marilou  |
| 2006 | Mon cœur fait boom boom (Marilou) Mon Alboum! | FR33 (12 Wo.)FR | — | — | Gesungen von Marilou |
| 2006 | DJ Pinocchio Mon Alboum!                      | FR36 (16 Wo.)FR | — | — |                      |
| 2007 | Pinocchio le clown Magic Pinocchio            | FR20 (24 Wo.)FR | — | — |                      |
| 2007 | L’Oiseau électrique Magic Pinocchio           | FR36 (16 Wo.)FR | — | — |                      |

#### Kompilationen
- 2006:  Vive Noël! (EMI)

### Deutschsprachige Veröffentlichungen

#### Alben
| Jahr | Titel           | Höchstplatzierung, Gesamtwochen, AuszeichnungChartplatzierungen (Jahr, Titel, Platzierungen, Wochen, Auszeichnungen, Anmerkungen) | Höchstplatzierung, Gesamtwochen, AuszeichnungChartplatzierungen (Jahr, Titel, Platzierungen, Wochen, Auszeichnungen, Anmerkungen) | Höchstplatzierung, Gesamtwochen, AuszeichnungChartplatzierungen (Jahr, Titel, Platzierungen, Wochen, Auszeichnungen, Anmerkungen) | Anmerkungen                                                 |
| Jahr | Titel           | DE | AT | CH | Anmerkungen                                                 |
| ---- | --------------- | --- | --- | --- | ----------------------------------------------------------- |
| 2006 | Mein Album      | DE24 (6 Wo.)DE | AT16 (6 Wo.)AT | CH27 (5 Wo.)CH | Erstveröffentlichung 2006                                   |
| 2007 | Magic Pinocchio | — | AT50 (2 Wo.)AT | — | Erstveröffentlichung: 9. März 2007 Mit deutschen Liedtexten |

#### Singles
| Jahr | Titel Album                               | Höchstplatzierung, Gesamtwochen, AuszeichnungChartplatzierungen (Jahr, Titel, Album, Platzierungen, Wochen, Auszeichnungen, Anmerkungen) | Höchstplatzierung, Gesamtwochen, AuszeichnungChartplatzierungen (Jahr, Titel, Album, Platzierungen, Wochen, Auszeichnungen, Anmerkungen) | Höchstplatzierung, Gesamtwochen, AuszeichnungChartplatzierungen (Jahr, Titel, Album, Platzierungen, Wochen, Auszeichnungen, Anmerkungen) | Anmerkungen |
| Jahr | Titel Album                               | DE | AT | CH | Anmerkungen |
| ---- | ----------------------------------------- | --- | --- | --- | ----------- |
| 2006 | Klick Klack Mein Album                    | DE3 Gold · (15 Wo.)DE | AT4 (16 Wo.)AT | CH5 (16 Wo.)CH |             |
| 2006 | Pinocchio in Moskau (Kalinka) Mein Album  | DE37 (7 Wo.)DE | AT25 (6 Wo.)AT | CH53 (2 Wo.)CH |             |
| 2006 | DJ Pinocchio (spielt die Hits) Mein Album | DE100 (1 Wo.)DE | — | — |             |
| 2007 | Lasst uns lachen Magic Pinocchio          | DE60 (4 Wo.)DE | AT53 (3 Wo.)AT | — |             |

### Italienischsprachige Veröffentlichungen

#### Alben
| Jahr | Titel            | Höchstplatzierung, Gesamtwochen, AuszeichnungChartsChartplatzierungen (Jahr, Titel, Platzierungen, Wochen, Auszeichnungen, Anmerkungen) | Anmerkungen |
| Jahr | Titel            | IT | Anmerkungen |
| ---- | ---------------- | --- | ----------- |
| 2006 | Una Grande Festa | IT90 (1 Wo.)IT |             |

#### Singles
- 2005: Lo Fai O No Pinocchio